# 윤봉 (후한)
윤봉(尹奉, ? - ?)은 중국 후한 말의 정치가로, 자는 차증(次曾)이며 한양군 사람이다.

## 사적
양부, 조앙(趙昻)과 함께 명성이 있어, 양주종사가 되었다. 마초가 양주자사 위강을 죽인 후, 양부와 강서(姜敍)가 마초를 쳐 옛 주군의 원수를 갚기로 계획하고 윤봉에게 사람을 보냈으며 윤봉은 이에 응했다. 계획이 착수되자 강서는 양부와 함께 노성에서 거병했으며, 윤봉은 조앙과 조앙의 아내 왕이와 함께 기산을 지켰다. 마초가 기성에서 출진하여 친히 강서를 치러 간 사이, 양관 등이 기성을 점거하고 성문을 걸어잠갔으며 마초의 처자를 도륙했다. 마초는 거성인 기성을 잃고 한중의 장로에게로 달아났다가 장로의 병사를 얻어서 다시 농상으로 돌아와 기산을 30여일 간 포위 공격했으나, 하후연이 보낸 원군이 오자 달아났다.
돈황태수가 되었으나, 구습을 따라 통치하여 돈황의 폐단을 바꾸지 못했다. 훗날 창자가 와서야 돈황의 폐정이 개혁되었다.

## 《삼국지연의》의 윤봉
《삼국지연의》 제64회에 등장한다. 마초를 몰아내는 장면에서 보여주는 활약은 사적과 거의 같으나, 직책이 교위로 각색되었으며, 나중에 마초가 역성을 함몰했을 때 조앙과 함께 집안 식구를 죄다 마초에게 도륙당한다. 마초를 쫓아낸 후로는 등장하지 않는다.